# Angolas herrlandslag i fotboll
Angolas herrlandslag i fotboll representerar Angola i fotboll.

## Historia
Angola spelade sin första match 1 juni 1977 på hemmaplan mot Kuba, och lyckades vinna med 1–0. Den 23 mars 1989 kom deras största förlust, 0–6 mot Portugal. 7–1 mot Swaziland 2000 är den största vinsten.

## Afrikanska mästerskapet
Angola har hittills lyckats kvala in sju gånger till Afrikanska mästerskapet – 1996, 1998, 2006, 2008, 2010, 2012 och 2013. År 1996 placerades Angola i grupp A med Sydafrika, Egypten och Kamerun. Debuten slutade 1–2 med förlust mot Egypten. I och med förlusten 0–1 mot värdlandet Sydafrika var man redan utslagen inför sista matchen mot Kamerun, där man fick sin enda poäng i turneringen efter resultatet 3–3. Mästerskapsdebuten slutade med en poäng och 4–6 i målskillnad.
Mästerskapet 1998 fick man högre resultat.   Först blev det 0–0 mot Sydafrika. Matchen mot Namibia slutade 3–3. Tredje matchen mot Elfenbenskusten förlorade man med 2–5. Angola tog totalt två poäng vilket gav en tredjeplats i gruppen.
År 2006 var man åter tillbaka i Afrikanska mästerskapet. Laget hamnade i en grupp med Kamerun, Kongo-Kinshasa och Togo. Det började med 1–3 mot Kamerun. Det blev sen 0–0 mot Kongo-Kinshasa. I den avslutande matchen slog man Togo med 3–2. Efter åtta  matcher som slutat oavgjort eller med förlust fick Angola en vinst, vilket ledde till en ny tredjeplats, då Kongo-Kinshasa hade bättre målskillnad.
År 2008 tog sig Angola vidare från gruppspelet tillsammans med Tunisien, medan Senegal och Sydafrika fick åka hem.  Laget spelade 1–1 mot Sydafrika, 0–0 mot Tunisien och vann med 3–1 mot Senegal. I kvartsfinalen åkte man ut mot Egypten (1–2). Manucho blev den enda från Angola som blev vald till all-star laget. 
I Afrikanska mästerskapet 2010 var Angola värd och fick en bra start. 75 minuter in i  första matchen ledde Angola med 4–0 mot Mali. Matchen slutade 4–4 på övertid. Nästa match vann man med 2–0 mot Malawi och 0–0 mot Algeriet räckte till kvartsfinal. Där förlorade man mot Ghana med 1–0.

## VM
1986 års kval slog man ut Senegal i första omgången på straffar, efter att det slutat 1–1 sammanlagt. Efter det förlorade man mot Algeriet med 2–3 sammanlagt i andra omgången. 1990 års kval slog man ut Sudan med 2–1 i första omgången. I andra omgången hamnade man i grupp C med Kamerun, Nigeria och Gabon. Med en vinst mot Gabon, 1–1 mot Kamerun borta och 2–2 mot Nigeria hemma och tre förluster kom man trea i gruppen, före Gabon.
1994 års kval hamnade man med Zimbabwe, Egypten och Togo. Det blev en vinst mot Togo, två oavgjorda och två förluster och man kvalade inte in. 1998 års kval slog man ut Uganda, matchen slutade 5–1. I gruppspelet var man obesegrad men gick trots det inte vidare då det enbart var ettan som gick vidare. Världsmästerskapet i fotboll 2006 är Angolas hittills enda VM. Efter 0–1 mot Portugal fick man 0–0 mot Mexiko och 1–1 mot Iran, men man kom trea.